# میزوکی آرای
میزوکی آرای (ژاپنی: 新井瑞希؛ زادهٔ ۱۴ آوریل ۱۹۹۷) بازیکن فوتبال اهل ژاپن است.